# Basslerites minutus
Basslerites minutus är en kräftdjursart som beskrevs av van den Bold 1958. Basslerites minutus ingår i släktet Basslerites och familjen Trachyleberididae. Inga underarter finns listade.